# Mezholezy u Horšovského Týna
Mezholezy település Csehországban, a Domažlicei járásban. Mezholezy u Horšovského Týna Staré Sedlo, Zhoř, Prostiboř, Velký Malahov, Mířkov és Semněvice településekkel határos. Lakosainak száma 126 fő (2024. január 1.).

## Népesség
A település lakosságának változását az alábbi diagram mutatja:
| Lakosok száma | 359  | 311  | 307  | 159  | 151  | 161  | 126  | 119  | 120  | 126  |
|               | 1869 | 1890 | 1921 | 1950 | 1980 | 2001 | 2017 | 2019 | 2022 | 2024 |